# Akbarabad-e Hasziwar
Akbarabad-e Hasziwar, Akbarābād-e Hashīvār (perski: اكبرابادهشيوار) – wieś w południowym Iranie, w ostanie Fars. W 2006 roku miejscowość liczyła 383 osoby w 86 rodzinach.